# 高林奈央
高林 奈央（たかばやし なお、1977年3月1日 - ）は、静岡県出身のタレント。圭三プロダクションを経てオフィスキイワード所属。
身長162cm、血液型：B型。

## 主な出演番組
- らぶかん（KBS京都、サンテレビ）
- JRAターフジョッキー（KBS京都）
- ハローしろい（千葉テレビ）
- 中央競馬ワイド中継（関東独立UHF放送局、土曜日のアシスタント、2002年4月6日から2003年9月27日まで）
- エクスプレス（TBS）
- あの街この街天気予報（TBS）
- レッツゴー!ライオンズ（TBS）
- 文化放送さだまさし特別番組（文化放送、アシスタント）
- 経済コロンブス（テレビ大阪）

## 主なCM
- ヨドバシカメラ

## グラビア
- お天気お姉さんとして、宝島のグラビアを飾ったこともある。